# Clara Perez
Clara Perez là một nữ diễn viên điện ảnh và truyền hình.

## Tiểu sử
Perez được sinh ra ở Caracas, Venezuela. Cô ấy lớn lên ở Caracas; Charlotte, Vermont (Hoa Kỳ); và Lincolnshire, Anh. Perez được đào tạo như tại Học viện Webber Douglas ở London.
Clara Perez đã xuất hiện trong tổng cộng 5 bộ phim và 2 bộ phim truyền hình, trong 3 tập.

## Đóng phim
- Đêm Giáng sinh (2015) - Amelia
- 2 Graves (2009) - Anh đào
- Dự luật (2008) - Consuela Perez
- Anh hùng và nhân vật phản diện (2006) - Jessica
- Running Scared (2006) - Conchita
- Eva (2005) - Eva
- Biển tâm hồn (2005) (phim truyền hình) - Maria (2 tập)